# Lesíček
Lesíček (in ungherese Erdőcske) è un comune della Slovacchia facente parte del distretto di Prešov, nella regione omonima.